# Аксакалов, Кумар Иргибаевич
Кума́р Иргиба́евич Аксака́лов (каз. Ақсақалов Құмар Іргебайұлы; 24 августа 1965, с. Ленинское, Ленинский район, Кустанайская область) — казахстанский государственный и общественный деятель, аким Костанайской области с 1 декабря 2022 года, аким Северо-Казахстанской области (март 2017 — декабрь 2022).

## Образование
Московский институт инженеров сельскохозяйственного производства имени В. П. Горячкина (1987).
Специальность: инженер-механик.
Кандидат экономических наук, тема диссертации: «Эффективность агротехсервиса по поддержанию машин в работоспособном состоянии (на примере хозяйств Костанайской области)» (2000). Владеет казахским и русским языками.

## Трудовая деятельность
- 1987—1989 гг. — главный инженер совхоза «Крыловский» Урицкого района Кустанайской области.
- 1989—1991 гг. — первый секретарь Урицкого райкома ЛКСМ Казахстана Кустанайской области.
- 1991—1992 гг. — главный инженер совхоза «Маяк» Урицкого района Кустанайской области.
- 1992—1993 гг. — директор малого государственного предприятия «Новоселовка» Кустанайского района Кустанайской области.
- 1993—1996 гг. — заместитель генерального директора научно-производственного объединения «Кустанайское» Кустанайского района Кустанайской области.
- 1996—1998 гг. — председатель колхоза «Север», президент АООТ «Север» Мендыкаринского района Костанайской области.
- 1998—2002 гг. — аким Мендыкаринского района Костанайской области.
- 2002—2004 гг. — аким Тарановского района Костанайской области.
- 2004—2006 гг. — государственный инспектор Отдела государственного контроля и организационной работы Администрации Президента Республики Казахстан.
- 2006—2010 гг. — заместитель акима Жамбылской области.
- 2010—2015 гг. — заместитель руководителя, руководитель Центрального аппарата Народно-демократической партии Нур Отан, секретарь партии Нур Отан.
- 2015—2017 гг. — заместитель Руководителя администрации президента Республики Казахстан.
- 2017—2022 гг. — аким Северо-Казахстанской области.
- С 1 декабря 2022 г. — аким Костанайской области.

## Семейное положение
Женат, воспитывает четырёх детей.

## Награды
- 2005 год — Медаль «За трудовое отличие»
- 2005 год — Медаль «10 лет Конституции Республики Казахстан»
- 2011 год — Орден «Курмет»
- 2015 год — Медаль «20 лет Ассамблеи народа Казахстана»
- 2016 год — Медаль «25 лет независимости Республики Казахстан»
- 2018 год — Орден «Парасат»